# Cafebabel.com
Cafébabel è una rivista di attualità europea tradotta in 6 lingue: inglese, francese, spagnolo, tedesco, polacco e italiano. Cafébabel è un media europeo basato sul giornalismo partecipativo che consente agli internauti di scrivere, nella loro lingua madre, articoli poi meticolosamente editati da un gruppo di giornalisti professionisti.
Edita dall'associazione Babel International, è stata fondata a Strasburgo nel 2001 sulla base di un'idea di Adriano Farano, poi diventato direttore e amministratore delegato della testata, e di Nicola Dell'Arciprete (ex presidente dell'associazione), all'epoca studenti borsisti del Progetto Erasmus. Cafébabel ha i suoi uffici a Parigi, dove dal 2003 si trova la Redazione Centrale Europea, diretta attualmente da Adriano Farano, Alexandre Heully e Simon Loubris.
Cafébabel mira a contribuire all'emergenza di un'opinione pubblica europea offrendo ogni giorno una prospettiva transnazionale all'attualità. Organizza anche dibattiti e conferenze in numerose città europee.